# HD 155117
HD 155117 es una estrella en la constelación de Ara, el altar.
De magnitud aparente +8,48, no es observable a simple vista, pero con un pequeño telescopio es fácil de localizar a unos 2º al oeste de δ Arae.
Actualmente se encuentra a 270 años luz del sistema solar, con un margen de error en la medida del 10,9%, pero hace 6,4 millones de años —a finales del Mioceno— estuvo a sólo 4,2 años luz de distancia.
Entonces su magnitud aparente era -0,56, comparable a la que tiene Canopo (α Carinae) en la actualidad.
HD 155117 es una enana amarilla de tipo espectral F7V de similares características a las primarias de los sistemas χ Draconis o 99 Herculis.
Tiene una temperatura efectiva de 6875 K —unos 1100 K más caliente que el Sol— y es 2,5 veces más luminosa que éste.
Su radio puede ser un 34% más grande que el radio solar y gira sobre sí misma con una velocidad de rotación de al menos 3 km/s.
Posee una masa apenas un 3% mayor que la masa solar.
Su edad se estima entre 3900 y 6500 millones de años, siendo su edad más probable 5300 millones de años.
Es una estrella pobre en metales, con una metalicidad —abundancia relativa de elementos más pesados que el helio—, inferior a la solar en un 40% ([Fe/H] = -0,23).